# Rasa de Cabanelles
La Rasa de Cabanelles és un torrent afluent per la dreta de la Rasa de Ventolra la totalitat del curs del qual transcórrer pel terme municipal de Navès.
Al mapa de la dreta correspon al primer afluent per la dreta de la Rasa de Ventolra